# Tomi Odunsi
Tomi Odunsi, née le 24 mai 1987 dans l'État d'Ogun au Nigeria, est une actrice, chanteuse, compositrice, et femem d'affaires. Elle est surtout connue pour avoir joué dans la série télévisée Tinsel, un feuilleton africain populaire.  Elle a été fondatrice et CEO de CGT Media Ltd, une société  de communication numérique et de médias basée au Nigeria.

## Parcours
Tomi Odunsi est née en mai 1987 dans l'État d'Ogun, au Nigeria. Elle fréquente l'université de Lagos, où elle obtient une licence en linguistique et en langues africaines, avec une spécialisation en langue yoruba. Elle présente son premier single, I Wan Blow, en avril 2013. Elle acquiert une expérience dans l'industrie des médias et du divertissement au Nigeria. Elle joue en effet dans des films, et interprète notamment le rôle principal dans Tinsel, un feuilleton télévisé africain de plusieurs réalisateurs et réalisatrices dont Tope Oshin. Elle participe également à des productions de théâtre musical au Nigeria. En tant que chanteuse, elle partage la scène de musiciens  tels que Tiwa Savage, Omawumi,  et d'autres. Elle écrit des chansons pour des émissions télévisées, des bandes originales de films, des comédies musicales et les chansons de son album Santa Cruise Ep. 
Elle est fondatrice et CEO de CGT Media Ltd, une société  de communication numérique et de médias basée au Nigeria.

## Filmographie
La filmographie de Tomi Odunsi, comprend :
- Tinsel (série TV) (en) (rôle : Salewa) (2012)
- Runs: A Docudrama[5]
- Render to Caesar[1]
- In the Music[1]

## Source de la traduction
- (en) Cet article est partiellement ou en totalité issu de l’article de Wikipédia en anglais intitulé « Tomi Odunsi » (voir la liste des auteurs).